# ابراهیم فهیمی گیگلو
ابراهیم فهیمی (زاده ۱۳۴۴  اصلاندوز) نماینده مردم پارس آباد بیله سوار و اصلاندوز در مجلس دوازدهم می باشد. او دارای مدرک تحصیلی کارشناسی ارشد حقوق عمومی بوده و در حال حاضر به عنوان نماینده مجلس دوازدهم فعالیت دارد.

## تحصیلات
او دانش آموخته مقطع کارشناسی در رشته دانش آموخته مدیریت دولتی و علوم پایه و حقوق عمومی از دانشگاه علامه طباطبایی است.فهیمی گیگلو عضو فعال در انجمن اسلامی آموزش و پرورش استان تهران و اتحادیه انجمن‌های اسلامی آذربایجان شرقی و اردبیل بوده و فعالیت در بسیج دانشجویی، تشکل‌های جامعه اسلامی دانشگاه‌ها و بسیج عشایری را در سابقه خود دارد.

## سوابق
ابراهیم فهیمی گیگلو نماینده پارس آباد بیله سوار و اصلاندوز در مجلس متولد اصلاندوز و اصالتا اهل اردبیل است. او از اعضای حزب جمهوری اسلامی ایران و حزب موتلفه اسلامی می باشد. در کارنامه کاری فهیمی، قائم مقام شورای هماهنگی نیروهای انقلاب اسلامی مناطق ۹ و ۱۴ تهران، عضو شورا و مسئول هماهنگی و سرناظر حوزه‌های انتخابیه مناطق تهران در شورای نگهبان، مدیر حقوقی اداره کل هماهنگی و نظارت بر هیأت‌های رسیدگی به تخلفات اداری کارمندان و شهرداری‌های استان تهران، رئیس گروه هیأت تجدید نظر و رسیدگی به تخلفات اداری کارمندان شهرداری تهران، مدیر دفتر وزیر آموزش پرورش در دولت نهم، مدیر هماهنگی امور هیأت‌های امنای وزارت آموزش و پرورش، مشاور نمایندگان مجلس شورای اسلامی طی سنوات متمادی و مدیر راه اندازی شرکت‌های تولید کشاورزی و دامپروری، عمرانی، بازرگانی دیده میشود. وی فعالیت مستمر در بسیج سپاه پاسداران انقلاب اسلامی و حضور داوطلبانه در جبهه داشته است.

## حواشی
خوابیدن او در مجلس هنگام مراسم تحلیف پزشکیان در رسانه ها بازتاب خورد